# Sykofant
Sykofant (grek. sykophantes, möjligen "person, som anger dem som olagligt för ut fikon") var i antikens Aten en privatperson som för egen vinnings skull startade domstolsprocesser genom att väcka åtal eller i utpressningssyfte hotade att göra det.
I nutida svenska, där ordet knappast används flitigt, kan ordet avse baktalare, bakdantare, angivare, utpressare men även lismare. Ordet har dock börjat höras alltmer i amerikansk media och samhällsdebatt under 2020-talet. Ordet tycks dock ha och ha haft en även bredare negativ personbeskrivningsbetydelse och i en del äldre källor tycks ordet avse politisk angivare. Karl Marx använde, troligen med anknytning till den politiska betydelsen, ordet explicit för skribenter som tjänar kapitalistiska intressen.